# Theerapat Sonjai
Theerapat Sonjai (thailändisch ธีรภัทร์ สอนใจ; * 3. Mai 2000) ist ein thailändischer Fußballspieler.

## Karriere
Theerapat Sonjai stand bis Ende 2020 beim Phanthong FC in Si Racha unter Vertrag. 2019 spielte er mit dem Verein 14-mal in der Eastern Region der vierten Liga. Am Ende der Saison musste er mit den Verein in Amateurliga absteigen. Von Januar 2021 bis Ende August 2022 pausierte er. Am 27. August 2022 nahm ihn der Drittligist Dragon Pathumwan Kanchanaburi FC unter Vertrag. Mit dem Verein aus Kanchanaburi spielte er in der Western Region der Liga. Am Ende der Saison 2022/23 feierte er mit dem Verein die Meisterschaft und den Aufstieg in die zweite Liga. Sein Zweitligadebüt gab Theerapat Sonjai am 23. März 2024 (30. Spieltag) im Heimspiel gegen den Nakhon Si United FC. Bei dem 2:2-Unentschieden stand er in der Startelf und spielte die kompletten 90 Minuten. Am 15. Juni 2024 stand er mit Kanchanaburi im Finale des FA Cup. Das Spiel gegen den Erstligisten Bangkok United verlor man nach Elfmeterschießen. Am Ende der Saison 2024/25 belegte er mit dem Verein den vierten Tabellenplatz und qualifizierte sich somit für die Play-off-Spiele zur ersten Liga. Im Halbfinale konnte man sich gegen den fünftplatzierten Mahasarakham SBT FC durchsetzen. Im Finale traf man auf den Phrae United FC. Das Hinspiel im eigenen Stadion gewann man mit 3:2. Das Rückspiel endete 2:2. Kanchanaburi gewann mit insgesamt 5:4 und stieg somit in die erste Liga auf.

## Erfolge
Dragon Pathumwan Kanchanaburi FC
- Thai League 3 – West: 2022/23  ▲
- Thailändischer Pokalfinalist: 2023/24